# Champ-Dolent

Champ-Dolent este o comună în departamentul Eure, Franța. În 1 ianuarie 2022 avea o populație de 63 de locuitori.